# アレックス・オリベイラ (格闘家)
アレックス・オリベイラ（Alex Oliveira、1988年2月21日 - ）は、ブラジルの男性総合格闘家。リオデジャネイロ州トレスリオス出身。タタ・ファイトチーム/アメリカン・トップチーム所属。アレックス・オリヴェイラとも表記される。

## 来歴
ムエタイから、22歳で総合格闘技に転向した。
2011年12月10日、総合格闘技デビュー戦で勝利を収める。

### UFC
2015年3月21日、UFC初参戦となったUFC Fight Night: Maia vs. LaFlareでギルバート・バーンズと対戦し、腕ひしぎ十字固めで一本負けを喫した。
2015年11月7日、UFC Fight Night: Belfort vs. Henderson 3でピオトル・ホールマンと対戦し、右フックでKO勝利。パフォーマンス・オブ・ザ・ナイトを受賞した。
2016年2月21日、UFC Fight Night: Cowboy vs. Cowboyでドナルド・セラーニと対戦し、三角絞めで一本負けを喫した。
2016年10月1日、UFC Fight Night: Lineker vs. Dodsonでライト級ランキング11位のウィル・ブルックスと対戦し、KO勝ち。
2017年7月22日、UFC on FOX 25でウェルター級ランキング14位のライアン・ラフレアーと対戦し、KO勝ち。パフォーマンス・オブ・ザ・ナイトを受賞した。
2017年12月2日、UFC 218でヤンシー・メデイロスと対戦し、パウンドでTKO負け。ファイト・オブ・ザ・ナイトを受賞した。
2018年4月14日、UFC on FOX 29でウェルター級ランキング12位のカーロス・コンディットと対戦し、ギロチンチョークを極めて一本勝ち。パフォーマンス・オブ・ザ・ナイトを受賞した。
2018年12月8日、UFC 231でウェルター級ランキング14位のグンナー・ネルソンと対戦し、リアネイキドチョークで一本負け。
2019年4月27日、UFC Fight Night: Jacaré vs. Hermanssonでマイク・ペリーと対戦し、判定負け。敗れはしたものの、ファイト・オブ・ザ・ナイトを受賞した。
2022年4月12日、UFCから離脱した。

## 戦績
| 総合格闘技 戦績 | 総合格闘技 戦績 | 総合格闘技 戦績 | 総合格闘技 戦績 | 総合格闘技 戦績 | 総合格闘技 戦績 | 総合格闘技 戦績 |
| --------------- | --------------- | --------------- | --------------- | --------------- | --------------- | --------------- |
| 38 試合         | (T)KO           | 一本            | 判定            | その他          | 引き分け        | 無効試合        |
| 22 勝           | 12              | 4               | 6               | 0               | 1               | 2               |
| 13 敗           | 2               | 7               | 4               | 0               | 1               | 2               |

| 勝敗 | 対戦相手                                 | 試合結果                                       | 大会名                                                          | 開催年月日     |
|      | グレイソン・チバウ                       | 試合前                                         | GFL 1                                                           | 2025年5月24日  |
| ×    | ミシェル・シウバ                         | 2R 1:51 アナコンダチョーク                     | BF Mr. Cage Fight Music Show 【Mr. Cageウェルター級王座決定戦】 | 2022年6月10日  |
| ×    | ケビン・ホランド                         | 2R 0:38 TKO（右フック→グラウンドの肘打ち連打） | UFC 272: Covington vs. Masvidal                                 | 2022年3月5日   |
| ×    | ニコ・プライス                           | 5分3R終了 判定0-3                              | UFC Fight Night: Santos vs. Walker                              | 2021年10月2日  |
| ×    | ランディ・ブラウン                       | 1R 2:50 リアネイキドチョーク                   | UFC 261: Usman vs. Masvidal 2                                   | 2021年4月24日  |
| ×    | シャフカト・ラフモノフ                   | 1R 4:40 ギロチンチョーク                       | UFC 254: Khabib vs. Gaethje                                     | 2020年10月24日 |
| ○    | ペーター・ゾボタ                         | 5分3R終了 判定3-0                              | UFC on ESPN 14: Whittaker vs. Till                              | 2020年7月26日  |
| ○    | マックス・グリフィン                     | 5分3R終了 判定2-1                              | UFC 248: Adesanya vs. Romero                                    | 2020年3月7日   |
| ×    | ニコラス・ダルビー                       | 5分3R終了 判定0-3                              | UFC Fight Night: Hermansson vs. Cannonier                       | 2019年9月28日  |
| ×    | マイク・ペリー                           | 5分3R終了 判定0-3                              | UFC Fight Night: Jacaré vs. Hermansson                          | 2019年4月27日  |
| ×    | グンナー・ネルソン                       | 2R 4:17 リアネイキドチョーク                   | UFC 231: Holloway vs. Ortega                                    | 2018年12月8日  |
| ○    | カルロ・ペデルソリ                       | 1R 0:39 TKO（右フック→パウンド）               | UFC Fight Night: Santos vs. Anders                              | 2018年9月22日  |
| ○    | カーロス・コンディット                   | 2R 3:17 ギロチンチョーク                       | UFC on FOX 29: Poirier vs. Gaethje                              | 2018年4月14日  |
| ×    | ヤンシー・メデイロス                     | 3R 2:02 TKO                                    | UFC 218: Holloway vs. Aldo 2                                    | 2017年12月2日  |
| ○    | ライアン・ラフレアー                     | 2R 1:50 KO                                     | UFC on FOX 25: Weidman vs. Gastelum                             | 2017年7月22日  |
| ○    | ティム・ミーンズ                         | 2R 2:38 リアネイキドチョーク                   | UFC Fight Night: Belfort vs. Gastelum                           | 2017年3月11日  |
| －   | ティム・ミーンズ                         | 1R 3:33 ノーコンテスト（反則）                 | UFC 207: Nunes vs. Rousey                                       | 2016年12月30日 |
| ○    | ウィル・ブルックス                       | 3R 3:30 KO（パウンド）                         | UFC Fight Night: Lineker vs. Dodson                             | 2016年10月1日  |
| ○    | ジェームス・ムーンタスリ                 | 5分3R終了 判定3-0                              | UFC on FOX 20: Holm vs. Shevchenko                              | 2016年7月23日  |
| ×    | ドナルド・セラーニ                       | 1R 2:33 三角絞め                               | UFC Fight Night: Cowboy vs. Cowboy                              | 2016年2月21日  |
| ○    | ピオトル・ホールマン                     | 3R 0:51 KO（右フック）                         | UFC Fight Night: Belfort vs. Henderson 3                        | 2015年11月7日  |
| ○    | ジョー・メリット                         | 5分3R終了 判定3-0                              | UFC Fight Night: Machida vs. Romero                             | 2015年6月27日  |
| ○    | KJ・ヌーンズ                             | 1R 2:51 リアネイキッドチョーク                 | UFC Fight Night: Condit vs. Alves                               | 2015年5月30日  |
| ×    | ギルバート・バーンズ                     | 3R 4:14 腕ひしぎ十字固め                       | UFC Fight Night: Maia vs. LaFlare                               | 2015年3月21日  |
| ○    | ジョイウトン・サントス                   | 5分3R終了 判定3-0                              | Face to Face 10                                                 | 2015年2月21日  |
| ○    | ドゥグラス・アパレシド                   | 1R 2:52 TKO（）                                | Watch Out Combat Show 38                                        | 2014年10月18日 |
| ○    | エデルソン・モレイラ                     | 1R 4:18 リアネイキッドチョーク                 | Watch Out Combat Show 36                                        | 2014年7月18日  |
| －   | ホジェリオ・マティアス・ダ・コンセイソン | 1R終了 ノーコンテスト                          | Coliseu Extreme Fight 10                                        | 2014年5月29日  |
| ○    | ファビオ・リマ・フェヘイラ               | 1R 4:26 TKO（）                                | Bitetti Combat 19                                               | 2014年2月6日   |
| ○    | チアゴ・マセド                           | 1R 2:40 TKO（）                                | Watch Out Combat Show 27                                        | 2013年8月2日   |
| △    | ケネジィ・グアランジ・アンドラージ       | 5分3R終了 判定 引き分け                        | Luta Contra o Crack                                             | 2013年6月23日  |
| ○    | ジョン・ガルシア                         | 2R 2:03 TKO（）                                | Bitetti Combat 15                                               | 2013年5月11日  |
| ×    | ヴェンデル・オリベイラ                   | 5分3R終了 判定0-3                              | Watch Out Combat Show 25                                        | 2013年4月12日  |
| ○    | ダニエウ・シウバ                         | 1R TKO（ドクターストップ）                     | JF Fight Evolution                                              | 2012年10月6日  |
| ○    | ファビオ・オアネイ                       | 1R 1:43 TKO（）                                | Vicosa Fight 2                                                  | 2012年8月25日  |
| ○    | レアンドロ・ベインロチ                   | 1R 0:57 TKO（膝蹴り）                          | Big Fights Champions                                            | 2012年6月30日  |
| ×    | ヴァウラセ・ダンタス                     | 1R 1:03 三角絞め                               | ATS Kombat 1                                                    | 2012年5月26日  |
| ○    | ホドリゴ                                 | 1R KO                                          | Ervalia Fight                                                   | 2011年12月10日 |

## 表彰
- ムエタイ 黒帯
- ブラジリアン柔術 青帯
- UFC ファイト・オブ・ザ・ナイト（1回）
- UFC パフォーマンス・オブ・ザ・ナイト（2回）